# Жан Жиро (стрип-цртач)
Жан Анри Гастон Жиро (фр. Jean Henri Gaston Giraud; Ножан сир Марн, 8. мај 1938 — Париз, 10. март 2012) био је француски стрип-цртач. 
Сем као Жан Жиро, светску славу је стекао и као Мебијус (фр. Möbius, фр. Moebius), а псеудонимом Жир најчешће је потписивао уметничке цртеже и корице стрип-албума. Псеудонимом Мебијус потписивао је научнофантастичне и фантази-стрипове, а бавио се и цртањем синопсиса и филмском сценографијом.

## Одабрана дела
Као Жан Жиро
- Поручник Блубери (Авантуре поручника Блуберија) (фр. Blueberry, 29 епизода (цртеж), епизоде 25-29 и сценариста)
- Маршал Блубери (фр. Marshall Blueberry, 2000, сценарио)

Као Мебијус
- Арзах (енгл. Arzach, 1976, сценарио и цртеж)
- Црни инкал (фр. L'Incal, 6 епизода, 1981-1988, цртеж)

## Филмографија
- Осми путник (1979)
- Les Maîtres du temps (1982)
- Tron (1982)
- Masters of the Universe (1987)
- Willow (1988)
- The Abyss (1989)
- Little Nemo: Adventures in Slumberland (1989)
- The Fifth Element (1997)
- Blueberry (2004)
- Thru the Moebius Strip (2005)
- Strange Frame (2012)